# EURO Kartensysteme
 Die EURO Kartensysteme GmbH (Abkürzung EKS) ist ein Gemeinschaftsunternehmen der deutschen Banken und Sparkassen. In Zusammenarbeit mit der deutschen Kreditwirtschaft übernimmt die EURO Kartensysteme GmbH verschiedene Aufgaben im Bereich des kartengestützten Zahlungsverkehrs. Als Kommunikationsdienstleister der Deutschen Kreditwirtschaft verantwortet die EURO Kartensysteme GmbH insbesondere das generische Marketing und die PR für die girocard. Dazu gehört die Aufklärung über die Funktionen und Einsatzmöglichkeiten der girocard, wie z. B. das kontaktlose Bezahlen. Schwerpunktmäßig arbeitet das Unternehmen zudem in drei weiteren Geschäftsfeldern: Business Development girocard, Sicherheitsmanagement für Zahlungskarten sowie Lizenzmanagement.
Das girocard-System ist das Debitsystem der deutschen Banken und Sparkassen und mit rund 100 Millionen Karten das am weitesten verbreitete elektronische Bezahlsystem in Deutschland.

## Geschichte
Die Ursprünge der EURO Kartensysteme GmbH liegen in der 1982 gegründeten Gesellschaft für Zahlungssysteme (GZS mbH). Diese entstand durch die Zusammenführung der Eurocard Deutschland und der Deutschen Eurocheque-Zentrale. Mitte der neunziger Jahre hatte das Unternehmen ca. 1.400 Mitarbeiter. 1997 wurden die verschiedenen Geschäftsbereiche der GZS unternehmerisch getrennt. Der „Stamm“ der GZS wurde zur EURO Kartensysteme, EUROCARD und eurocheque GmbH. Der abgespaltene Processing-Bereich nutzte weiter den Namen GZS.
2003 wurde im Zuge der Fusion von Europay International und Mastercard International die Marke EUROCARD aufgegeben und der gesamte Acquiring-Bereich vom Kerngeschäft getrennt. Dieser wurde in der seinerzeit entstandenen Concardis GmbH gebündelt.
Im selben Jahr wurde der Firmenname in EURO Kartensysteme GmbH geändert. Gleichzeitig kam es zu einer Neugliederung der Aufgabenbereiche des Gemeinschaftsunternehmens in Vermarktung, Lizenzmanagement und Sicherheitsmanagement. 2016 wurden diese noch durch den Bereich Business Development girocard ergänzt.

### EURO Kartensysteme heute
Die EURO Kartensysteme GmbH hat ihren Sitz in Frankfurt am Main. Sie übernimmt Aufgaben im gemeinschaftlichen Interesse der Deutschen Kreditwirtschaft im Bereich des kartengestützten Zahlungsverkehrs. Die Gesellschaft versteht sich als Netzwerk und Interessensvertretung mit dem Ziel bargeldloses Bezahlen stärker voranzutreiben. Zu diesem Zweck berät sie kreditwirtschaftliche Verbände, Institute, Kartenorganisationen und Partner im Bereich des Kartengeschäfts zu Kredit- und Debitkarten, insbesondere dem girocard-System. Dazu kooperiert die EKS u. a. mit dem Marktforschungsinstitut infas quo.
Darüber hinaus ist die EKS Förderer der Initiative Deutsche Zahlungssysteme e. V., die als Verein die Interessen seiner Mitglieder aus dem Bereich elektronische Bezahllösungen vertritt und stellt mit Ingo Limburg deren Vorstand.
Zudem ist die EKS Mitglied bei der EHI Retail Institute GmbH und arbeitet eng mit dem Handelsverband Deutschland HDE zusammen, z. B. bei der Aufklärung über kontaktloses Bezahlen im Einzelhandel.
Als Mitglied der Deutschen Kreditwirtschaft richtet EKS außerdem deren jährliche Informationsveranstaltung aus, in der sich alles um das Thema Zahlungsverkehr dreht.

## Geschäftsfelder
Die EKS konzentriert sich auf vier verschiedene Geschäftsfelder.
Der Geschäftsbereich Vermarktung befasst sich vorrangig mit Marketing und PR zur girocard. Die Marke girocard ist der übergeordnete und neutrale Rahmen für alle Bezahlmöglichkeiten und Funktionen rund um das Debitkartensystem der Deutschen Kreditwirtschaft. Zum Aufgabengebiet der EURO Kartensysteme gehört dabei insbesondere die Kommunikation zu neuen Funktionen wie dem kontaktlosen Bezahlen gegenüber Kunden und Händlern. Ebenfalls begleitet die Abteilung die Arbeit der Deutschen Kreditwirtschaft am Innovationsstandort girocard city in Kassel.
Der Kern des Geschäftsbereichs Business Development girocard liegt in der Positionierung der girocard im Markt hinsichtlich der Einflussfaktoren technologische Entwicklung, Regulierungen, globale Wettbewerber und Kundenbedürfnisse. Dabei unterstützte der Bereich die Einführung der kontaktlosen girocard und der digitalen girocard im Smartphone.
Im Bereich Sicherheitsmanagement für Zahlungskarten arbeitet die EURO Kartensysteme an der Bekämpfung und Prävention von Kartenmissbrauch durch Wissensvermittlung, Erfahrungsaustausch, Kooperation und Vernetzung. Zu den Aktivitäten des Bereichs gehören Aktivitäten sowohl in Fachkreisen (z. B. Fachtagungen und Arbeitskreise), als auch Aufklärung der Bürger (z. B. als Mitinitiator für den Sperrnotruf 116 116 und das zentrale Informationsportal kartensicherheit.de). Mit EKS-Net betreibt die EURO Kartensysteme zudem ein onlinegestütztes System zur Erfassung, Bearbeitung und Prävention der Debitkartenschäden für über 1.500 Banken und Sparkassen. Jährlich veröffentlicht die EKS dazu aktuelle Debit-Schadenszahlen.
Zusätzlich ist die EURO Kartensysteme Principal Member von Mastercard International und daher berechtigt, Mastercard-Lizenzen über den Bereich Lizenzmanagement an Banken, Sparkassen und andere Institute zu vergeben. Mit Hilfe dieser Unterlizenzen können die Institute Mastercard-Kreditkarten an ihre Kunden ausgeben oder als sogenannte „Acquiring Bank“ Kartenzahlungen für Händler abrechnen.

## Anteilseigner
Die Anteile an der EURO Kartensysteme GmbH sind wie folgt verteilt:
- Sparkassensektor 40,7 Prozent
- Privatbankensektor 38,7 Prozent
- Genossenschaftlicher Sektor 19,6 Prozent
- Öffentlicher Bankensektor 1 Prozent[30]